# كولين جونز
كولين جونز (بالإنجليزية: Cullen Jones) (29 فبراير 1984 – ) هو سباح، من الولايات المتحدة، مثّل بلاده في الألعاب الأولمبية الصيفية 2008، وSwimming at the 2008 Summer Olympics – Men's 4 × 100 metre freestyle relay ‏، وسباحة في الألعاب الأولمبية الصيفية 2012 – رجال 4 × 100 متر سباحة حرة تناوب ‏، وسباحة في الألعاب الأولمبية الصيفية 2012 – رجال 50 متر سباحة حرة ‏، والألعاب الأولمبية الصيفية 2012، وسباحة في الألعاب الأولمبية الصيفية 2012 – رجال 4 × 100 متر تتابع متنوع ‏.

## وصلات خارجية
- كولين جونز على موقع الاتحاد الدولي للسباحة (الإنجليزية)
- كولين جونز على موقع SwimRankings.net (الإنجليزية)
- كولين جونز على موقع اللجنة الأولمبية الدولية (الإنجليزية)
- كولين جونز على موقع أوليمبيديا (الإنجليزية)
- كولين جونز على موقع اللجنة الأولمبية والبارالمبية الأمريكية (الإنجليزية)